# Historia de Sri Lanka

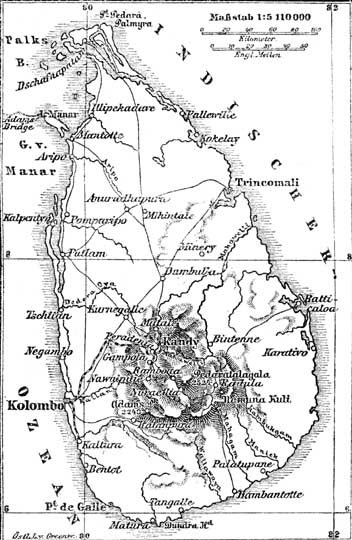
Mapa alemán de Ceilán.

La historia de Sri Lanka se remonta a los tiempos más lejanos, aunque mezclándose en ellos lo legendario y lo real. Sri Lanka ha estado habitada desde 10000 a. C.. Hacia el siglo V a. C. surgió una civilización avanzada, sostenida por un amplio sistema de riego. Floreció hasta el 1200 d. C., cuando decayó misteriosamente, y el centro de la población se trasladó hacia la península de Jaffna, ubicada al norte, y hacia la costa meridional y la región de las colinas. Se cree que la actual ciudad de Galle era el puerto de la antigua Tharsis, al cual el rey hebreo Salomón enviaba a buscar el marfil y los pavos reales que indica la Biblia. En el Rāmāiaṇa se cuenta la conquista de una parte de la isla por el rey Rāma y sus seguidores, que según el poema manifiesta, sitiaron y tomaron la capital del demoníaco rey Rāwaṇa.

## Edad Antigua
Los primeros datos fidedignos se deben a los trabajos de Turnour y a su admirable traducción del Mahavansha (‘el gran linaje’), donde se consigna que en el mismo año de la muerte de Buda Sakiamuni (543 a. C.), Widjeya (Viyaia, el ‘victorioso’), príncipe del norte de la India, hijo de Sihabahu, invadió Ceylán, venció a los indígenas llamados yakkas con 700 hombres y se casó con la princesa demonio Kuveni, proveniente de esta casta que no podía vincularse con la realeza. Cuenta la historia que Vijaya al darse cuenta del origen de Kuveni, la destierra a ella y a los dos hijos que tuvo con ella. 
Así principia la gran era histórica cingalesa del Mahawanso, que abarca desde el 459 - 477 a. C. hasta 1758, cuyo fondo de verdad es innegable, como se ha podido comprobar en cuanto a las épocas históricas. Los sucesores de Viyeia fueron apoderándose gradualmente de toda la isla, obligando a los aborígenes a refugiarse en las comarcas más inaccesibles.
Ceylán quedó dividida en tres regiones:
- la del norte Pihitti o Raja Ratta (país de los rayas, porque en ella estaba situada la capital; ratta es la forma pali de Rachtra)
- la del centro o Mayor Ratta y
- la del sur o Ruhuna Ratta.

Esta dinastía contó 54 soberanos, siendo el último de estos Mahasena, muerto en 302 d. C. Durante esta época hubo sucesivamente varias capitales de Ceylán hasta quedar en definitiva con tal carácter la ciudad de Anuradhapura, en tiempos de Uttiya (8.º rey, en 267 a. C.).
Siguió la dinastía de los Sulawansa (baja dinastía) que tuvieron 110 reyes, desde Kirtisni-Megha hasta Sri Vikrama Raja Singha (depuesto en 1815). Este período fue el de la decadencia de Ceylán, cuyos anales presentan una serie ininterrumpida de guerras civiles, usurpaciones y refinadas crueldades. Durante el mismo, volvió a cambiar la capital hasta establecerse en Kandy (1685), cuando ya los príncipes no eran de sangre cingalesa, sino de origen malabar. En el año 307 a. C., según queda mencionado, se introdujo el budismo, hecho culminante, con el cual coinciden las incursiones de los tamiles procedentes del sur de la India y que fueron rechazados repetidas veces. Los reyes que más se distinguieron por sus hazañas contra los invasores o por el impulso que dieron al progreso del país, fueron Dutugemunu (200 a. C.), Gojabahu (100 a. C.) y Prakramabahu (1150). Durante casi todo este tiempo el comercio estuvo en manos de los árabes.

## Edad Media

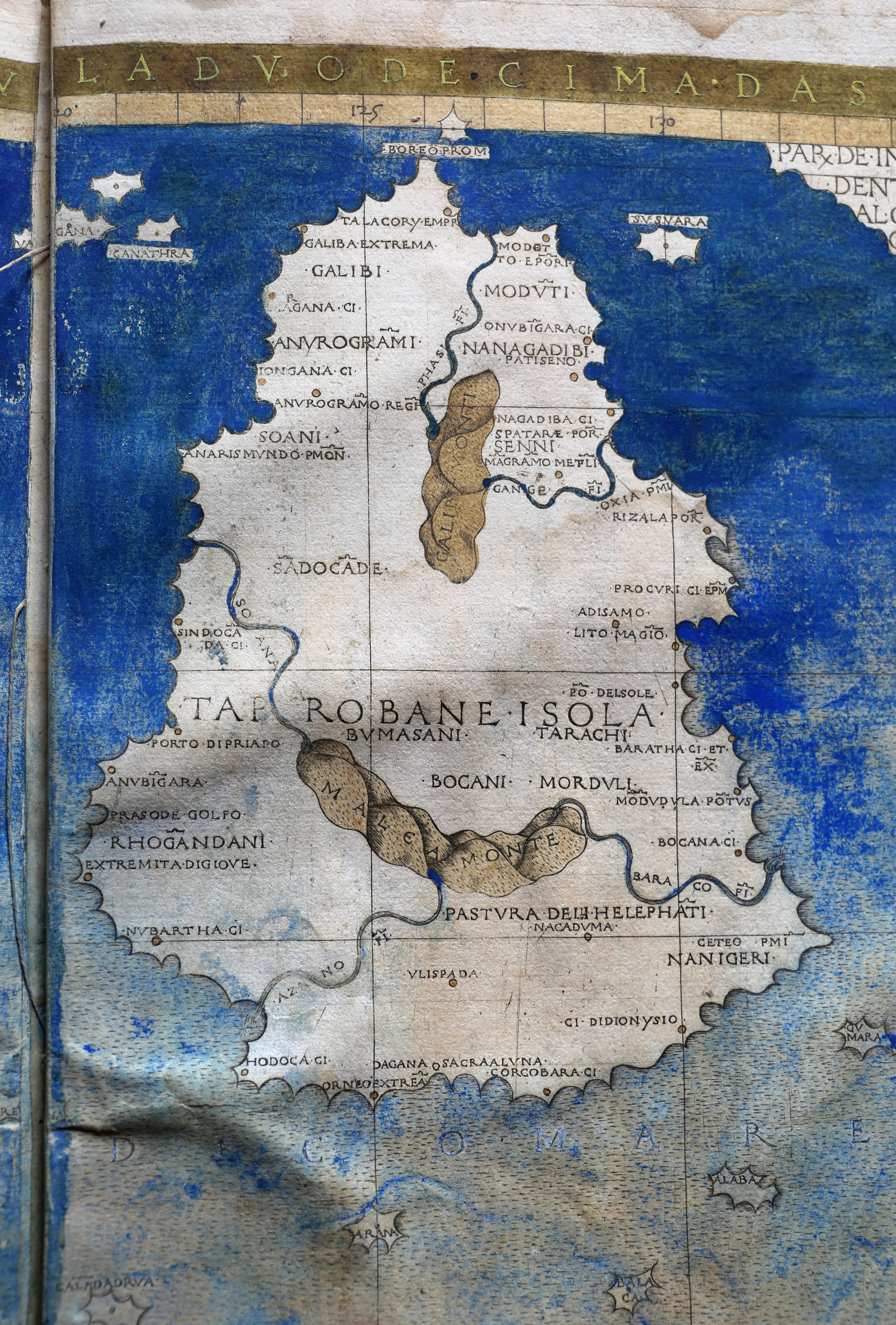
Mapa tolemeico de Ceilán (1482)

En 1505 se presentó por primera vez en las costas de Ceilán una flota portuguesa, mandada por Lourenço de Almeida y procedente de Goa, que operaba contra los árabes de la India y caló accidentalmente en Galle. Almeida encontró dividida la isla en siete reinos, y en 1517 volvieron los portugueses con Lopes Soares de Albergaría, quien al año siguiente obtuvo del rey de Kotta, cuyos dominios tocaban a Colombo, permiso para fundar una colonia.
Esta fue fortificándose y al notarlo, los cingaleses la atacaron unidos con los moros, aunque sin resultado. La dominación portuguesa duró 140 años y su crueldad les atrajo el odio de los naturales del país, en especial de los moros, los cuales acogieron bien a la expedición holandesa del almirante Joris de Spielberg, que en 1602 desembarcó en Batticaloa, en la costa oriental de la isla, y buscó la amistad del rey de Kandy. En 1609 los neerlandeses fundaron una colonia en Kottiar, de donde les arrojaron los portugueses; en 1638-1639 otra expedición de los Países Bajos destruyó los fuertes portugueses del este; en 1644 Negombo cayó en poder de los Países Bajos; en 1656 la plaza portuguesa de Colombo sufrió igual suerte y, por fin, en 1658 los portugueses fueron completamente expulsados de su último refugio en Jaffna.

## Edad Moderna

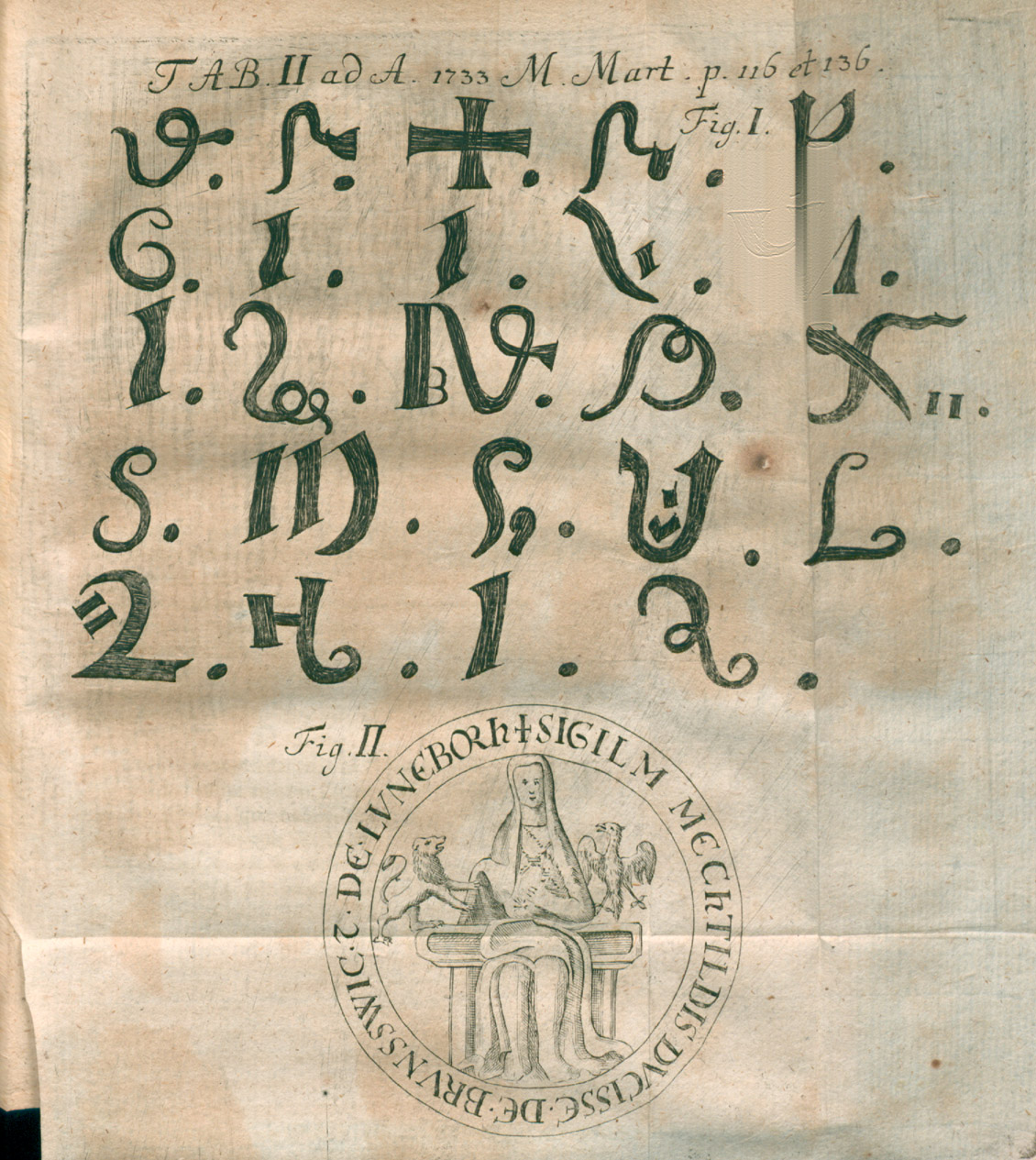
En la parte superior: Ilustración de Delineatio characterum quorundam incognitorum, quos in insula Ceylano spectandos praebet tumulus quidam sepulchralis publicada en Acta eruditorum, 1733

Los holandeses no se preocuparon más que en desarrollar el comercio; pero los británicos codiciaban la isla y en 1763 enviaron desde Madrás una embajada al rey de Kandy, mas sin resultado alguno.
En 1782 sir Héctor Monroe se apoderó de la neerlandesa Trinkomali, reconquistada al poco por los franceses y restituida a los Países Bajos, y en 1795 otra expedición británica, llamada por un rey indígena y a las órdenes de Stewart, llegó de Madrás y volvió a ocupar Trinkomali y más tarde Jaffna, Kalpitaya, Nigamuva y finalmente Colombo (1796).
En 1798 Ceylán fue erigida en colonia separada, habiendo sido la primera a la que el gobierno británico dio tal carácter.
En 1802 quedó asegurada, por la paz de Amiéns, la dominación británica en Ceylán, que entonces fue anexionada a la presidencia de Madrás.
En 1815 los británicos destronaron al rey Vikrama Raja Singha, odioso al país por sus crueldades.
En 1817, 1820, 1834, 1843 y 1848 hubo sublevaciones que fueron severamente reprimidas, siendo la más importante la última de las citadas, promovida por los budistas, enemigos del firme gobierno de Lord Torrington.

## SigloXX
En 1909 se llevó a cabo un intento de reforma por el coronel Seely, subsecretario de Estado, adaptándose a los condiciones del país, eligiéndose un representante indígena.
Esta elección fue combatida principalmente desde el punto de vista de las castas, originándose un estado de intranquilidad que aumentó con el estallido de la Primera Guerra Mundial. En 1915 hubo un choque entre musulmanes y budistas, declarándose varias huelgas, que, gracias a la debilidad del gobernador y secretario general, ocasionaron graves desórdenes, obligando a establecer la ley marcial.
Durante el gobierno de sir William Manning (1918-1925) se introdujeron una serie de reformas legislativas, interviniendo en el gobierno los indígenas en mayoría.
En los años veinte y treinta fue ampliado el sufragio, y en 1931 el país se convirtió en la primera región asiática en conceder a las mujeres el derecho a voto.
Sri Lanka logró su independencia el 4 de febrero de 1948, tras la retirada de los británicos del sur de Asia.
El primer gobierno independiente de Sri Lanka fue dominado por la élite de habla inglesa, quienes habían prosperado bajo el dominio británico y gobernaron a través del Partido Nacional Unido (UNP).
En 1956 el Partido de la Libertad de Sri Lanka (SLFP), fundado por Solomon W. R. D. Bandaranaike, derrotó al UNP.
La primera ley que adoptó fue hacer del singalés el idioma oficial.
El objetivo de esta ley fue la eliminación de la influencia británica, pero tuvo como resultado ofender a la población de lengua tamil. Los tamiles representaban el 24% de la población en el momento de la independencia, pero el primer gobierno del UNP se negó a conceder la ciudadanía a los tamiles de la India. La ley del idioma aumentó la frustración de todos los tamiles.

## Guerra civil
El partido comunista más antiguo de Ceilán era el Lanka Sama Samaja Party (LSSP) fundado en 1935.
Sus tesis trotskistas llevaron a la escisión de una parte de los militantes formándose en los años cuarenta el Partido Comunista de Ceilán (CP) del que hacia 1960 se fraccionaron dos grupos: la Facción China del Partido Comunista (maoísta) y el Mahajana Eksath Peramuna (MEP).
Otros grupos menores se fraccionarían también en estos años.
El 22 de julio de 1964 el LSSP entró en el gobierno.
El Janatha Vimukthi Peramuna (JVC: Popular Liberación Frente) fue fundado en 1965 como una escisión guevarista de la facción china del partido comunista, escisión encabezada por Wijeweera.
La facción china del PC, dirigida por Shanmuganathan, perdió su capacidad y se produjeron otras escisiones.
La coalición de izquierdas solo duró hasta 1965 cuando las elecciones los arrojaron del poder.
El JVC trabajó durante más de cinco años en el campo, en granjas experimentales colectivas creadas por ellos mismos, y tras ello Wijeweera consideró llegado el momento de tomar el poder.
En la noche del 5 al 6 de abril de 1971, los militantes pobremente armados empezaron a asaltar las comisarías de policía.
Los distritos de Kegalle, Matale, Kurunegala, Anuradhapura, Matará, Polonnaruwa, Galle, Hambantota, Ambalangoda y Katunayake, y quizás otros, quedaron en poder del JVC así como 2 grandes ciudades: Elpitiya (de 50.000 habitantes) y Deniyaya.
En todos los territorios rebeldes se izó bandera roja sin más añadidos.
El ejército tardó unos días en recuperar estas posiciones (las ciudades fueron retomadas el 23 y 25 de abril) y poner fin a la rebelión.
Mientras el UNP y el SLFP disputaban los votos rurales, crecía el descontento de la población tamil.
A partir del fuerte amotinamiento antitamil de 1983, los esporádicos ataques terroristas contra el gobierno se fueron intensificando hasta que este conflicto provocó una guerra civil.
Entre 1987 y 1990 las tropas indias fueron invitadas a la isla con el propósito de hacer cumplir un tratado de paz entre los gobiernos de la India y Sri Lanka.
Este tratado restituyó el tamil y el inglés como lenguas oficiales y prometió mayor autonomía a las áreas tamiles.
Después de que las fuerzas indias dejaran la isla en marzo de 1990, el movimiento separatista Tigres de la Liberación de Tamil se enfrentó con las Fuerzas Armadas de Sri Lanka en el norte y este de la isla, donde miles de personas resultaron muertas.
La presencia militar india había provocado el resurgimiento del extremista Frente Popular de Liberación Singalesa, que había sido proscrito en 1983.
Entre 1987 y 1990, año en el que el gobierno puso fin a la rebelión, se estima que murieron de 25 000 a 50 000 civiles.
El presidente Premadasa fue asesinado por un escuadrón tamil el 1 de mayo de 1993 y lo sucedió Dingiri Banda Wijetunga.
Un candidato por el UNP fue asesinado también a pocos meses de las elecciones presidenciales de noviembre de 1994, en las que triunfó Chandrika Kumaratunga, hija de los Bandaranaike, quien había asumido como primera ministra en agosto.
Ella nombró a su madre, Sirimavo Bandaranaike, para reemplazarla en el cargo de primer ministro y comenzó un infructuoso diálogo con los rebeldes tamiles, que rechazaron el control ofrecido por Bandaranaike sobre una de las ocho nuevas regiones administrativas que se proponían.
En 1995 y 1996 continuaron las hostilidades entre el gobierno y los militantes tamiles.
En 1997, el gobierno publicó un proyecto de constitución que concedía la autonomía parcial a las minorías, pero fue rechazado por los dirigentes de los separatistas tamiles.
Ese año y el siguiente, los tamiles fueron involucrados en una serie de atentados con bombas en Colombo y Kandy.
Al mismo tiempo, las fuerzas del gobierno trataban de apoderarse de objetivos controlados por los rebeldes en el norte del país.

## SigloXXI
La presidenta Kumaratunga, que había sido herida en los ojos en un ataque suicida de los tamiles, fue reelegida en diciembre de 1999 y prometió perseverar en la campaña militar contra los rebeldes a la vez que cortejar a los tamiles moderados con un plan de mayor autonomía para las áreas tamiles.
Para entonces, se estimaba que unas 60 000 personas habían muerto en el conflicto, que había durado diecisiete años y había consumido el 30% del presupuesto nacional.
En el año 2000, mientras Kumaratunga luchaba contra los rebeldes, intentó sin éxito conseguir el apoyo del Parlamento para una nueva constitución, que habría cambiado el sistema de gobierno a un estado confederado.
En diciembre de 2001 el Partido Nacional Unido venció con mayoría relativa, y su dirigente, Ranil Wickramasinghe, fue nombrado primer ministro.
En febrero de 2002 el nuevo gobierno y los rebeldes firmaron un cese del fuego permanente.
Observadores escandinavos llegaron al país en marzo para supervisar el desarme de los grupos paramilitares, y la ONU se comprometió a mandar ayuda para recuperar la producción agrícola de la región norteña, devastada por la guerra.
El líder de los Tigres de Tamil, Velupillai Prabhakaran, volvió a Sri Lanka en abril, tras tres años de autoexilio.
Declaró que los rebeldes cesarían los atentados suicidas con bombas y exigió al gobierno que levantara la prohibición contra su organización, hecho que el gobierno de Sri Lanka oficialmente llevó a cabo el 4 de septiembre de 2002.
A pesar de una serie de negociaciones fructuosas con el gobierno a fines de 2002 y a principios de 2003, en abril de este año, los Tigres anunciaron la suspensión de su participación en tales negociaciones debido a la falta de progreso real.
Arguyeron que las condiciones de vida de los cientos de miles de refugiados no habían mejorado desde el inicio de las negociaciones y que las fuerzas del gobierno debían retirarse de las áreas tamiles del norte y del este para que pudieran volver a sus casas los refugiados.
En noviembre de 2003 los Tigres publicaron un plan detallado para el establecimiento en el noreste de Sri Lanka de una administración autónoma interina dominada por tamiles.
Declararon estar dispuestos a reiniciar las negociaciones, pero se negaron a desarmarse hasta que se lograra un acuerdo final.
Ese mismo mes, aprovechando la ausencia del primer ministro Wickramasinghe, que se encontraba en Estados Unidos, la presidenta Kumaratunga suspendió el Parlamento y despidió a los ministros de Defensa, de Información y del Interior, arguyendo que las concesiones del gobierno a los rebeldes comprometían la seguridad nacional.
Exigió la formación de un gabinete de unidad nacional que incluyera a miembros de su propio partido, algo que el primer ministro se negó a hacer.
A mediados de noviembre las negociaciones reanudadas con los Tigres fueron postergadas por tiempo indefinido.
La violencia entre las fuerzas del gobierno y las de los Tigres continuó dominando la vida política interna, pese a los intentos de mediación realizados por Noruega a lo largo del 2004.
En octubre de ese año se produjo una escisión en los grupos tamiles con la formación del partido de los Tigres Populares para la Liberación de Eelam Tamil (LTTE), dirigido por el líder V.
Murlitharan.
La visita del canciller noruego Jan Petersen a Colombo en el mes de noviembre no logró destrabar las negociaciones ya que la presidenta Kumaratunga sostiene el principio de un Sri Lanka unido e indiviso, mientras que los Tigres afirman el derecho a la autodeterminación para la población de origen tamil.
Después de Indonesia, Sri Lanka fue el país con mayor cantidad de víctimas fatales por el maremoto ocurrido el 26 de diciembre de 2004.
El terremoto, de escala 9.0 de Richter, tuvo su epicentro en el océano Índico, a unos 250 km de la costa oriental de Sumatra (Indonesia), y provocó el maremoto (tsunami) con olas de más de diez metros de altura.
Las zona más afectada fue la costa oriental, desde la península de Jaffna en el norte hasta las playas turísticas en el sur.
El saldo fue devastador, con más de 30 000 muertos, cientos de miles de desplazados internos y pérdidas millonarias.
Los enfrentamientos entre el gobierno y los grupos nacionalistas tamiles disminuyeron notablemente luego del tsunami.
Finalmente, en el mes de junio de 2005 se anunció un cese del fuego y el acuerdo entre el gobierno y los separatistas tamiles del LTTE para compartir los casi 3000 millones de dólares donados por diversos organismos extranjeros (agencias oficiales para el desarrollo, organizaciones no gubernamentales, grupos religiosos) para reconstruir el país; en protesta por el acuerdo, el partido nacionalista sinhala Frente Popular de Liberación (JVP) se retiró de la coalición de gobierno.
Estos avances hacia la pacificación del país se desmoronaron en agosto con el asesinato del canciller Lakshman Kadirgamar, un crítico de las negociaciones con el LTTE, tras lo cual la presidenta Kumaratunga estableció el estado de emergencia.
En las elecciones de noviembre Kumaratunga fue derrotada por Mahinda Rajapakse, candidato de línea dura.
En agosto de 2006 Cruz Roja evacuó a 150 extranjeros de la región de Jaffna tras enfrentamientos entre la guerrilla tamil y el gobierno desde julio.
El responsable humanitario de la ONU, John Holmes, inició el domingo 26 de abril de 2009 una serie de reuniones con el gobierno de Sri Lanka sobre la situación sobre los civiles atrapados en el noreste de la isla.
Aproximadamente 100 000 civiles han escapado pero la ONU cree 50 000 siguen atrapados. Frente a la crisis humanitaria, y los llamamientos de EE. UU., Europa y la ONU, los Tigres para la Liberación del Eelam Tamil anunciaron un alto al fuego unilateral que fue seguido por el anuncio del gobierno de haber cesado las operaciones de combate.
La ONU estima que probablemente son más de 6500 los civiles muertos y 14 000 los heridos desde enero, cuando las fuerzas armadas lanzaron su gran ofensiva “final” en el noreste de la isla.
Sin embargo, los cancilleres de Francia y Gran Bretaña admitieron el fracaso de su gestión para convencer al gobierno de suspender su ofensiva con el grupo guerrillero para facilitar una misión humanitaria; el gobierno argumenta que eso permitiría a los rebeldes agruparse.